# Heinrich Haymerle

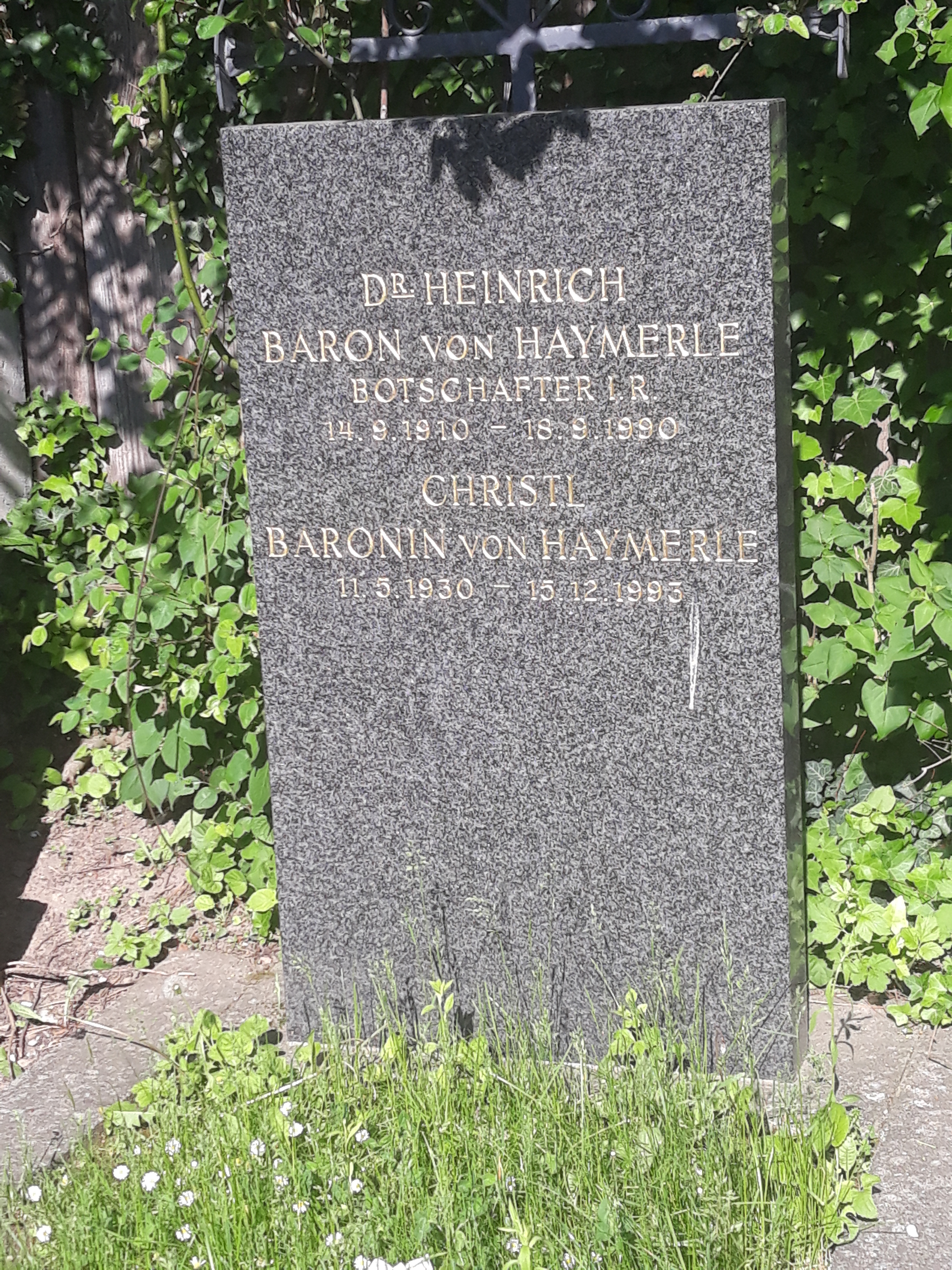
Das Grab von Heinrich Haymerle und seiner Ehefrau Christl auf dem Döblinger Friedhof in Wien

Heinrich Haymerle (* 14. September 1910 auf Schloss Kletzau bei Prag; † 17. September 1990 in Wien) war ein österreichischer Diplomat.
Haymerle war von 1948 bis 1951 Direktor für allgemeine Angelegenheiten der OEEC (Organisation für wirtschaftliche Zusammenarbeit und Entwicklung) in Paris. In den Jahren von 1951 bis 1953 war er Protokollchef, von 1956 bis 1960 und 1964/65 Leiter der politischen Abteilung im Außenministerium. Von 1960 bis 1964 sowie von 1970 bis 1974 war er Botschafter in Moskau, von 1968 bis 1970 Ständiger Vertreter Österreichs bei den Vereinten Nationen in New York.

## Auszeichnungen
- 1957: Großes Bundesverdienstkreuz mit Stern
- 1970: Großes Silbernes Ehrenzeichen für Verdienste um die Republik Österreich[1]
- 1976: Großes Silbernes Ehrenzeichen mit dem Stern für Verdienste um die Republik Österreich[2]